# Liste der Biografien/Olz
Liste der Biografien |
Portal Biografien |
Personensuche
# |
A |
B |
C |
D |
E |
F |
G |
H |
I |
J |
K |
L |
M |
N |
O |
P |
Q |
R |
S |
T |
U |
V |
W |
X |
Y |
Z |
?
 
Oa |
Ob |
Oc |
Od |
Oe |
Of |
Og |
Oh |
Oi |
Oj |
Ok |
Ol |
Om |
On |
Oo |
Op |
Oq |
Or |
Os |
Ot |
Ou |
Ov |
Ow |
Ox |
Oy |
Oz
 
Ola |
Olb |
Olc |
Old |
Ole |
Olf |
Olg |
Olh |
Oli |
Olj |
Olk |
Oll |
Olm |
Oln |
Olo |
Olp |
Olr |
Ols |
Olt |
Olu |
Olv |
Olw |
Oly |
Olz
Die Liste der Biografien führt alle Personen auf, die in der deutschsprachigen Wikipedia einen Artikel haben. Dieses ist eine Teilliste mit 10 Einträgen von Personen, deren Namen mit den Buchstaben „Olz“ beginnt.

## Olz

### Olza
- Ölzant, Franz Xaver (* 1934), österreichischer Bildhauer

### Olze
- Ölzelt, Anton (1817–1875), österreichischer Baumeister
- Ölzelt, Franz (1887–1963), österreichischer Geistlicher und Politiker (CSP), Landtagsabgeordneter, Abgeordneter zum Nationalrat
- Olzen, Dirk (* 1949), deutscher Jurist und Hochschullehrer

### Olzi
- Olzien, Otto (1909–1989), deutscher Germanist und Bibliothekar

### Olzo
- Olzog, Günter (1919–2007), deutscher Jurist und Verleger
- Olzon, Anette (* 1971), schwedische SängerinAnette Olzon (* 1971)

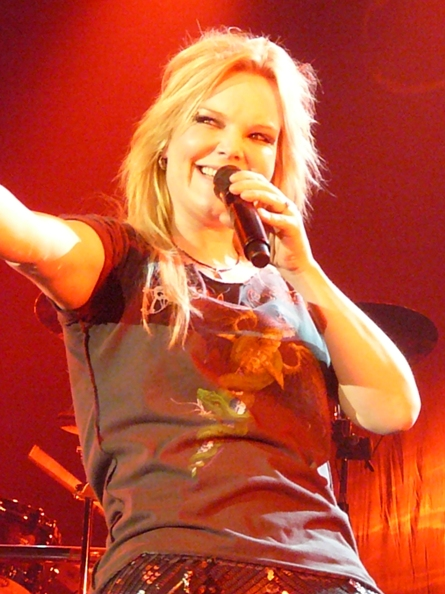
Anette Olzon (* 1971)

### Olzs
- Olzscha, Albert (* 1872), deutscher Bauingenieur und sächsischer Baubeamter
- Olzscha, Karl (1898–1970), deutscher Gymnasiallehrer und Sprachwissenschaftler
- Olzscha, Reiner (1912–1947), deutscher Hygieniker und Offizier